# Лом (Осташковский район)
Лом — деревня в Осташковском городском округе Тверской области.

## География
Находится в западной части Тверской области на расстоянии приблизительно 18 км на север-северо-восток по прямой от города Осташков на северном берегу озера Серемо.

## История
Деревня была показана ещё на карте 1825 года. В 1859 году здесь (деревня Осташковского уезда) было учтено 5 дворов, в 1941 — 21. До 2017 года входила в Святосельское сельское поселение Осташковского района до его упразднения.

## Население
Численность населения: 47 человек (1859 год), 5 (русские 100 %) 2002 году, 1 в 2010.